# William Howe, 5. Viscount Howe

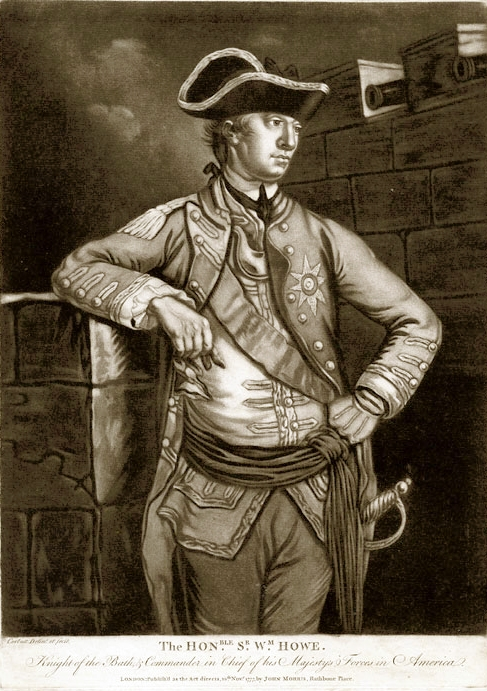
Sir William Howe KB, Mezzotinto nach C. Corbutt (d. i. Richard Purcell), London 1777

William Howe, 5. Viscount Howe, KB, PC (* 10. August 1729; † 12. Juli 1814 in Plymouth) war ein britischer General während des Amerikanischen Unabhängigkeitskrieges.
Howe war von 1776 bis 1778 Oberbefehlshaber der britischen Armee in Nordamerika. Obwohl er einige militärische Erfolge hatte, gelang es ihm nicht, die amerikanische Kontinentalarmee zu vernichten und die Unabhängigkeitsbestrebungen aufzuhalten.

## Leben

### Herkunft
Howe wurde in England als dritter Sohn von Emmanuel Howe, 2. Viscount Howe, und Mary Sophia geboren. Seine Mutter war die Tochter der Baronin Kielmansegg, einer Halbschwester von König Georg I. Diese Verbindung mit der Krone mag die Karriere aller drei Söhne befördert haben (sie sahen auch Georg I. ähnlich), aber alle waren auch sehr fähige Offiziere. Williams ältester Bruder war General George Howe, 3. Viscount Howe, der 1758 bei Fort Ticonderoga getötet wurde. Der nächste Bruder war Admiral Richard “Black Dick” Howe, der mit ihm in Amerika während der Revolution kämpfte.

### Frühe Karriere
Howe kam im Alter von 17 Jahren zur Armee, indem er sich 1746 ein Kornett-Patent bei den Duke of Cumberland’s Dragoons kaufte. Dies war damals üblich. Im nächsten Jahr kämpfte er als Leutnant in Flandern während des Österreichischen Erbfolgekrieges. Nach Kriegsende wechselte er in das 20. Regiment of Foot, wo er sich mit James Wolfe anfreundete.
Während des Siebenjährigen Krieges brachte Howes Dienst ihn zum ersten Mal nach Amerika. Seine Leistung in diesem Konflikt trug viel zum Anstieg seiner Reputation bei. Howe kommandierte ein Regiment bei der Belagerung der Festung Louisbourg und führte eine erfolgreiche amphibische Landung an. Dieser unter Beschuss ausgeführte Angriff führte dazu, dass die Angreifer in die Flanke der Verteidiger vorrücken konnten, und brachte Howe das Lob seines Kommandeurs ein.
Howe kommandierte unter Generalmajor James Wolfe in der Schlacht von Québec in Kanada am 13. September 1759 die Leichte Infanterie. Er führte einen Sturmangriff an, um einen Positionsvorteil in der Schlacht auf der Abraham-Ebene zu erlangen, um es Wolfes Armee zu ermöglichen, sich vor der Schlacht zu sammeln. Aufgrund seiner Leistungen wurde er zum Brigadegeneral befördert. Weiteren Ruhm erntete er während der Eroberung von Montreal unter dem Kommando von Jeffrey Amherst, bevor er nach England zurückkehrte. 1761 diente Howe bei der Eroberung der Belle-Île vor der französischen Atlantikküste. 1762 war er Generaladjutant der Streitkräfte, die Havanna einnahmen.
1772 wurde Howe für Nottingham zum Mitglied des britischen Parlamentes gewählt. Das war nicht ungewöhnlich – bei der Wahl im Jahre 1761 waren beispielsweise über 60 Armeeoffiziere in das Unterhaus gewählt worden. Im Allgemeinen sympathisierte Howe mit den Kolonien. Er stimmte gegen die Zwangsgesetze (Intolerable Acts) zur Unterdrückung der amerikanischen Kolonien und versicherte 1774 seinen Wählern, dass er nicht wieder in den aktiven Dienst zurückkehren werde, um gegen die Amerikaner zu kämpfen. Aber als die Zeit kam und Georg III. ihn 1775 rief, ging er doch nach Amerika.

### Die amerikanische Revolution
Generalmajor Howe traf am 15. Mai 1775 an der Spitze von 4.000 zusätzlichen Truppen für General Thomas Gage in Boston ein. Gage hatte den Befehl, die amerikanische Armee zu vernichten und deren Belagerung von Boston zu brechen. Howes Plan war es, Cambridge einzunehmen, aber die Amerikaner befestigten die Höhen über der Stadt.

#### Bunker Hill
Howe plante, die amerikanischen Befestigungen mit einem massiven Angriff zu überrennen. Deshalb befehligte er die britischen Truppen in der Schlacht von Bunker Hill am 17. Juni 1775. Er führte den linken Flügel des Angriffs persönlich an. Seine Führung auf dem Schlachtfeld war exzellent und die Briten erreichten ihre Ziele, aber der Preis war erschreckend. General Thomas Gage nannte es „Ein teuer erkaufter Sieg, noch so einer würde uns ruinieren.“
Obwohl Howe während der Schlacht nicht verwundet wurde, hatte sie einen deutlichen Effekt auf seinen Geisteszustand. Der wagemutige, aggressive Kommandeur, der mit Wolfe gedient hatte, wurde ein vorsichtiger, zaghafter General, der nur unwillig die direkte Konfrontation suchte. Seine Annahme, dass die, die in offenem Aufruhr standen, nur eine kleine Minderheit der Amerikaner seien, die im Angesicht einer Streitmacht zusammenbrechen würde, lag in Trümmern. Howes Report an George Sackville forderte 19.000 zusätzliche Truppen und enthielt die Prophezeiung „… mit weniger Kräften … wird sich dieser Krieg in die Länge ziehen, bis England seiner herzlich überdrüssig sein wird.“

#### Die Feldzüge zur Eroberung von New York und Philadelphia
Am 10. Oktober 1775 übernahm Howe von Generalleutnant Thomas Gage die Position als Oberbefehlshaber der Britischen Armee in Amerika, als Gage nach England zurückkehrte. Im April 1776 wurde seine Stellung als Oberbefehlshaber bestätigt, die Streitkräfte in Kanada wurden allerdings unter dem Befehl von Guy Carleton gestellt. Howe schlug General George Washington erfolgreich in der Schlacht von Long Island im Sommer 1776, ließ diesen aber entkommen. Bei einem entschlossenen Vorgehen hätte nach Auffassung vieler Militärhistoriker die Möglichkeit bestanden, die Kontinentalarmee zu vernichten. In Anerkennung seiner Leistungen wurde er gleichwohl 1776 als Knight Companion des Bathorden geadelt und erhielt damit den Namenszusatz „Sir“.
Im September 1776 befahl Howe die Hinrichtung von Nathan Hale wegen Spionage.
Howe entschied sich 1777 den Saratoga-Feldzug nicht zu unterstützen, obgleich er dies zunächst zugesagt hatte. Stattdessen begann er auf Philadelphia vorzustoßen. Es gelang ihm wiederum, die Stadt zu besetzen, genau wie in New York, er konnte aber wieder Washingtons Truppen nicht endgültig vernichten. Dieser zog sich mit seinen Truppen nach Valley Forge zurück und reorganisierte diese dort während des Winters.

### Nach der Revolution
Howe quittierte 1778 seinen Dienst und am 20. Mai wurde Sir Henry Clinton zum Oberbefehlshaber bestellt. Howe kehrte nach England zurück. 1793 wurde er zum Full General ernannt. Als sein Bruder Richard 1799 starb, erbte er dessen irischen Titel und wurde fünfter Viscount Howe. 1814 wurde er Mitglied des Privy Councils und Gouverneur von Plymouth, wo er im selben Jahr starb. Howe wurde auf dem Back Lane Cemetery (heute der Holly Road Garden of Rest) in Twickenham, Middlesex, beigesetzt. Seine Frau Frances, die 1817 im Alter von 75 Jahren starb, ruht an seiner Seite. Der Adelstitel erlosch mit seinem Tod.